# Bisbat de Calahorra i La Calzada-Logronyo
El bisbat de Calahorra i La Calzada-Logronyo és la seu episcopal que administra el territori de La Rioja. La diòcesi comprèn el territori de la comunitat autònoma espanyola de La Rioja. El territori s'estén en 5.033 km² i està dividit en 230 parròquies. La patrona de la diòcesi és la Verge de Valvanera, sent copatrons sants Celdoni i Ermenter, sant Domènec de la Calzada i sant Emilià de la Cogolla
La diòcesi té una catedral i una cocatedral. A Calahorra hi ha la catedral de l'Assumpció de Nostra Senyora. L'església de El Salvador i Santa Maria, a Santo Domingo de la Calzada, esdevindria catedral al segle xiii, quan es fusionaren els bisbats de Calahorra i de Santo Domingo de la Calzada. A més, l'església de Santa María de la Redonda de Logronyo esdevindria cocatedral el 1959. Actualment, la cúria és a Calahorra, mentre que a Logronyo hi ha les oficines administratives, la major part de les vicaries i la residència episcopal.És diòcesi sufragània de Pamplona i des del 2016 està presidida pel bisbe Carlos Manuel Escribano Subías.

## Història

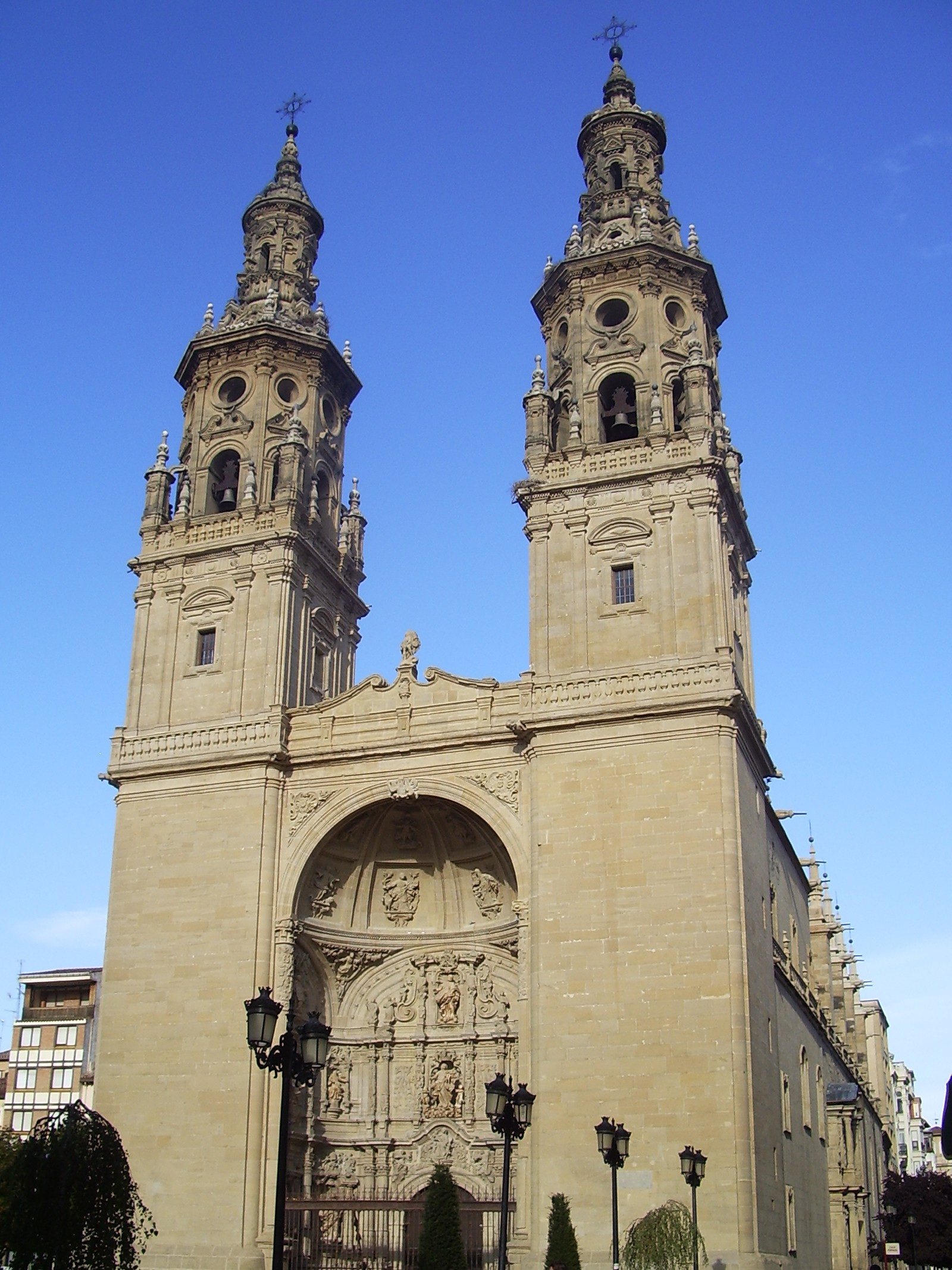
Cocatedral de Santa María de la Redonda de Logronyo

El primer bisbe de Calahorra del qual es tenen referències és el bisbe Silvino, vers el 463. Posteriorment, amb la Invasió musulmana d'Hispània, la seu episcopal es trasllada al nord, inicialment a San Millán de la Cogolla. Amb la reconquesta de la part septentrional de la Rioja, el bisbat va poder restablir-se a Nájera, on el 1052 el rei Sanç de Navarra erigiria la catedral de Santa Maria la Real.
Després de la conquesta de la Rioja per part d'Alfons VI, la seu de Calahorra va ampliar-se amb el bisbat d'Àlaba, Biscaia, part de Navarra, part de Guipúscoa, part de Burgos i de Sòria. El bisbe va haver d'abandonar Santa Maria la Real el 1079, quan aquesta va ser donada pel rei als monjos cluniacencs. La residència episcopal es traslladà al castell de la ciutat, fins que el 1170, per evitar conflictes jurisdiccionals amb els cluniacencs, el bisbe abandonaria Nájera per tornar a Calahorra.
El 1232, el Papa Gregori IX autoritzà el trasllat de la diòcesi a Santo Domingo de la Calzada, encara que només es manté allà fins al 1235. aquest fet va convertir l'església de Santo Domingo en catedral, i la seu passaria a anomenar-se diòcesi de Calahorra i La Calzada des de llavors.
Per un altre costat, la vila riojana d'Albelda de Iregua havia estat un important centre monacal, convertint-se en el segle xii en seu episcopal. Posteriorment, el 1959 la col·legiata de Santa María de la Redonda de Logronyo rebria el títol de cocatedral, i la diòcesi modificaria de nou el nom, quedant-se amb l'actual.
El 8 de setembre de 1861 una porció del territori de la diòcesi va ser cedit per l'erecció del bisbat de Vitòria. El 2 de novembre de 1949, una altra part de la diòcesi se cediria per l'erecció del bisbat de Bilbao.
L'11 d'agost de 1956 els límits diocesans es van fer coincidir amb els límits civils de la regió de La Rioja, i la diòcesi va passar a formar part de l'arquebisbat de Pamplona i Tudela.
El 9 de març de 1959 va rebre la seva denominació actual mitjançant la butlla pontifícia del Papa Quandoquidem quaelibet Ecclesia Joan XXIII.
La diòcesi ha estat sufragània de les arxidiòcesis de Tarragona (fins al 1312), Saragossa (1312-1574), Burgos (1574-1956) i Pamplona (des del 1956).

## Episcopologi
- Valeriano † (vers 400 - 420)
- Silvano † (455 - 465)
- Dídimo ? † (vers 490 - 540)
- San Prudencio ? † (vers 540 - 560)
- Munimio † (vers 589 - 614)
- Gabino † (vers 633 - 653)
- Eufrasio † (vers 683)
- Wiliedo † (vers 688)
- Felix † (vers 693)
- Teodomiro † (802)
- Recaredo † (812)
- Esteban † ?
- Gómez, O.S.B. † (1046 - 1064)
- Munio, O.S.B. † (1065 - 1080)
- Sancho † (1080 - 1087)
- Sigefredo † (1088 - 1089)
- Pedro I † (1089- 1109)
- Sancho de Grañón † (1109 - 1116)
- Sancho de Funes, O.S.B. † (1118 - 1146)
- Rodrigo de Cascante † (1146 - 1190)
- García † (1190)
- Juan de Préjano † (1197 - 1202)
- Juan García de Agoncilo † (1207 - 1216)
- Guillermo Durán y Rodrigo de Basín † (1217 - 1221)
- Juan Pérez † (1220 - 1237 mort)
  - Iñigo Martínez † (1237) (vescovo eletto)
  - Mauricio † (1237 - 1238) (administrador apostòlic)
- Jerónimo Aznar † (1238 - 1257)
- Arias † (? - 1260)
- Fernando † (1266 - ? dimití)
- Vivián † (1267 - 1273)
- Esteban de Sepúlveda † (1273- ?)
- Fernando † (1279 - ?)
- Rodrigo Jiménez † (1281 - 1282)
- Martín García † (1285 - 15 de desembre de 1286 nomenat bisbe d'Astorga)
- Blas † (1286- 1287)
- Juan Almoravid † (5 de gener de 1287- 9 de juny de 1300 nomenat arquebisbe de Sevilla)
- Fernando González † (13 de juny de 1300- 1303)
- Rodrigo Ordóñez † (13 de març de 1304 - 1305 mort)
- Juan Muñoz † (vers 1305- 14 d'agost de 1315 mort)
- Miguel Romero de Yanguas † (1316 - 11 d'agost de 1326 mort)
- Juan de Santo Domingo † (8 d'octubre de 1326- 21 de gener de 1346 mort)
- Pedro † (13 de febrer de 1346- 17 de setembre de 1348 nomenat bisbe de Burgos)
- Lope de Fontecha † (15 d'octubre de 1348- 8 de juny de 1351 nomenat bisbe de Burgos)
- Gonzalo † (8 de juny de 1351- 1352 mort)
- Fernando Manuel I † (16 de juliol de 1352- 6 d'abril de 1362 nomenat bisbe de Burgos)
- Robert Le Coq † (6 d'abril de 1362- 1372 mort)
- Gonzalo Díaz de Mena † (16 de novembre de 1373 - 11 d'agost de 1382 nomenat bisbe de Burgos)
- Juan de Villacreces † (29 d'octubre de 1382- 28 de gener de 1394 nomenat bisbe de Burgos)
- Juan Ramírez de Guzmán † (28 de gener de 1394- 30 de juliol de 1403 nomenat bisbe d'Àvila)
  - Alfonso † (30 de juliol de 1403) (bisbe electe)
- Fernando Manuel II † (31 d'octubre de 1403- 1408 mort)
- Diego López de Zúñiga † (15 de desembre de 1408- 1443 mort)
- Pedro López de Miranda † (11 d'octubre de 1443- 1453 mort)
- Pedro González de Mendoza † (28 de novembre de 1453- 30 d'octubre de 1467 nomenat bisbe de Sigüenza)
- Rodrigo Sánchez de Arévalo † (30 d'octubre de 1467- 6 d'octubre de 1469 nomenat bisbe de Palència)
- Juan Díaz de Coca † (13 de febrer de 1470- 12 de març de 1477 mort)
- Pedro de Aranda † (24 de març de 1477- 1494 deposat)[1]
  - Jaime de Sierra † (1494- 1499 dimití) (administrador apostòlic)
- Juan de Ortega † (6 de setembre de 1499- 5 de maig de 1503 nomenat bisbe de Coria)
- Fadrique de Portugal i de Noronha, O.S.B. † (5 de maig de 1503- 22 de desembre de 1508 nomenat bisbe de Segòvia)
- Juan Fernández Velasco † (22 de desembre de 1508- 22 de juliol de 1514 nomenat bisbe de Palència)
  - Jaime Serra i Cau † (5 de juliol de 1514 - 25 de maig de 1515 dimití) (administrador apostòlic)
- Juan Castellanos de Villalba † (25 de maig de 1515- 23 d'agost de 1522 mort)
- Alonso de Castilla Zúñiga † (11 de març de 1523 - 8 de febrer de 1541 mort)
- Antonio Ramírez de Haro † (27 de juny de 1541- 6 d'agost de 1543 nomenat bisbe de Segòvia)
- Juan Yanes † (24 de setembre de 1543- 24 de desembre de 1544 mort)
- Juan Bernal Díaz de Luco † (17 d'abril de 1545 - 14 de setembre de 1556 mort)
- Diego Fernández de Córdoba Velasco † (1 d'octubre de 1557 - 15 de setembre de 1558 mort)
- Juan Quiñones Guzmán † (2 d'agost de 1559 - 12 de setembre de 1576 mort)
- Juan Ochoa Salazar † (11 de setembre de 1577 - 7 d'agost de 1587 nomenat bisbe de Plasència)
- Antonio Manrique, O.F.M. † (7 d'agost de 1587 - 20 de gener de 1589 mort)
- Pedro Portocarrero † (20 de març de 1589 - 12 de gener de 1594 nomenat bisbe de Còrdova)
- Pedro Manso Zúñiga † (23 de març de 1594 - 12 de setembre de 1612 mort)
- Pedro González del Castillo † (17 de febrer de 1614 - 5 d'agost de 1627 mort)
- Miguel Ayala † (5 de maig de 1628 - 19 d'agost de 1632 mort)
- Gonzalo Chacón Velasco y Fajardo † (31 de gener de 1633 - 27 de maig de 1642 mort)
- Juan Piñeiro Osorio † (13 de juliol de 1643 - 21 d'octubre de 1647 nomenat bisbe de Pamplona)
- Juan Juániz de Echalar † (16 de desembre de 1647 - 13 d'octubre de 1656 mort)
- Martín López de Ontiveros † (18 de juny de 1657 - 30 de setembre de 1658 nomenat arquebisbe de València)
- Fernando Heras Manrique † (2 de desembre de 1658 - 1659 mort)
- Bernardo de Ontiveros, O.S.B. † (9 de juny de 1659- 1662 mort)
- Juan García de la Peña † (20 de març de 1663 - 1667 mort)
- Francisco Rodríguez Castañón † (12 de desembre de 1667- 1669 mort)
- Gabriel de Esparza Pérez † (2 de juny de 1670 - 10 de gener de 1686 mort)
- Pedro de Lope y Dorantes † (12 d'agost de 1686- 5 de desembre de 1700 mort)
  - Domingo de Orueta y Ceceaga † (1701) (bisbe electe)
- Francisco Antonio de Borja-Centelles y Ponce de Léon † (18 de juliol de 1701- 3 d'abril de 1702 nomenat arquebisbe de Burgos)
- Ildefonso de Mena y Borja † (8 de maig de 1702- 4 d'octubre de 1714 mort)
- Antonio Horcasitas Avellaneda † (18 de març de 1715 - 21 de desembre de 1716 mort)
- José Espejo Cisneros † (12 de juliol de 1717 - 8 d'abril de 1748 dimití)
- Diego Rojas Contreras † (6 de maig de 1748- 12 de març de 1753 nomenat bisbe de Cartagena)
- Andrés Porras Termes † (26 de setembre de 1753- 16 de juliol de 1764 mort)
- Juan Luengo Pinto † (17 de desembre de 1764 - 17 d'abril de 1784 mort)
- Pedro Luis Ozta Múzquiz † (27 de juny de 1785 - 20 de gener de 1789 mort)
- Francisco Mateo Aguiriano Gómez † (29 de març de 1790 - 21 de setembre de 1813 mort)
- Atanasio Puyal Poveda † (26 de setembre de 1814 - 21 d'octubre de 1827 mort)
- Ignacio Ribes Mayor † (15 de desembre de 1828 - 24 de febrer de 1832 nomenat arquebisbe de Burgos)
- Pablo García Abella, C.O. † (15 d'abril de 1833 - 17 de gener de 1848 nomenat arquebisbe de València)
- Gaspar Cos Soberón † (3 de juliol de 1848 - 15 de desembre de 1848 mort)
- Miguel José Irigoyen † (20 de maig de 1850 - 18 de febrer de 1852 mort)
- Cipriano Juárez Berzosa † (27 de setembre de 1852 - 23 de maig de 1858 mort)
- Antolín Monescillo y Viso † (22 de juny de 1861 - 27 de març de 1865 nomenat bisbe de Jaén)
- Fabián Sebastián Arenzana Magdaleno † (25 de setembre de 1865 - 9 de novembre de 1874 mort)
- Gabino Catalina del Amo † (5 de juliol de 1875 - 11 de gener de 1882 mort)
- Antonio María Cascajares y Azara † (27 de març de 1884 - 17 de desembre de 1891 nomenat arquebisbe de Valladolid)
  - Sede vacante (1892-1927)
  - Santiago Palacios y Cabello † (1892 - 1899) (vicari capitular)
  - Gregorio María Aguirre y García, O.F.M. † (2 de desembre de 1899 - 29 d'abril de 1909 nomenat arquebisbe de Toledo) (administrador apostòlic)
  - Manuel San Román y Elena † (24 de juny de 1909- 29 d'agost de 1911) (administrador apostòlic)
  - Juan Plaza y García † (6 de setembre de 1911- 16 de desembre de 1920 nomenat bisbe de Santander) (administrador apostòlic)
  - Fidel García Martínez † (16 de desembre de 1920- 7 de setembre de 1927 nomenat bisbe) (administrador apostòlic)
- Fidel García Martínez † (7 de setembre de 1927- 7 de maig de 1953 dimití)
- Abilio del Campo y de la Bárcena † (7 de maig de 1953- 20 de desembre de 1976 dimití)
- Francisco Álvarez Martínez (20 de desembre de 1976- 12 de maig de 1989 nomenat bisbe d'Oriola-Alacant)
- Ramón Búa Otero † (14 de setembre de 1989- 15 de setembre de 2003 dimití)
- Juan José Omella Omella, 8 d'abril de 2004- 6 de novembre de 2015 nomenat arquebisbe de Barcelona
- Carlos Manuel Escribano Subías, des del 13 de maig de 2016